# Бридж Мохан Шах
Бридж Мохан Шах (англ. Brij Mohan Shah; 1933—1998), более известный как Б. М. Шах, — индийский театральный режиссёр и драматург. Шаху вместе с Моханом Упрети приписывают главные роли в возрождении театра в Уттаракханде. В 1979 году он был удостоен премии Академии Сангит Натак.

## Биография
Бридж Мохан Шах родился в 1933 году в Найнитале, в 1960 году поступил в Национальную школу драмы в Нью-Дели, где обучался у Эбрахима Алкази, и окончил её в 1962 году. Он также был директором этой школы в 1982—1984 годах. Б. М. Шаха помнят по его пьесам «Туглак», «Гасирам Котвал», «Хаявадана», «До Кишитийон Ке Савар», а наиболее известной пьесой драматурга была сатирическая пьеса «Тришанку» (1967).
Он также поставил пьесу для Академии драматического искусства Бхаратенду и репертуарной труппы Центра исполнительских искусств Шри Рама.
Шах также был хорошо известным преподавателем санскрита в школе Святого Колумбы в Дели в течение нескольких лет, а затем стал директором Национальной школы драмы в Нью-Дели.
Он также снялся в двух фильмах на хинди: Yeh Woh Manzil To Nahin (1987) режиссёра Судхира Мишры, а затем в «Любовь с первого взгляда» (Dil Se..) (1998) Мани Ратнама и документальном фильме «Почтальон» (The Post Master).
Он умер 5 июня 1998 года в Лакхнау.

## Память
После его смерти «Премия Б. М. Шаха» была учреждена Уттар-Прадеш в составе премии Академии Сангит Натак, которая ежегодно вручается за выдающийся вклад в театральное искусство.